# Amos Stoddard
Amos Stoddard, né le 26 octobre 1762 à Woodbury dans le Connecticut et mort le 11 mai 1813, durant la guerre anglo-américaine de 1812, est un officier de carrière et dernier gouverneur de la Haute-Louisiane après la vente de la Louisiane aux États-Unis.

## Biographie
En 1776, adolescent, Amos Stoddard a participé durant la guerre d'indépendance des États-Unis. Après la guerre d'indépendance, il représenta la ville de Hallowell à la Chambre des représentants du Massachusetts.
En juin 1798, il devint capitaine d'artillerie de l'armée américaine.
Après la vente de la Louisiane aux États-Unis, par Napoléon Ier, en décembre 1803, les autorités américaines envoient des représentants pour prendre le contrôle officiel de la Louisiane française. Ce n'est qu'en mars 1804, que le gouvernement américain prend officiellement le contrôle de la Haute-Louisiane en envoyant Amos Stoddard comme gouverneur de la Haute-Louisiane. Il prend ses fonctions à Saint-Louis, le 10 mars 1804 après la cérémonie de la Journée des trois drapeaux au cours de laquelle, le drapeau espagnol laissera la place au drapeau français, puis 24 heures plus tard, le drapeau français laissera à son tour la place à la bannière étoilée des États-Unis. Moins d'un an plus tard, la Haute-Louisiane disparaît au profit de deux territoires américains, le Territoire de Louisiane et le Territoire de l'Indiana.
Lors de la guerre anglo-américaine de 1812, il est grièvement blessé au cours du siège de Fort Meigs et succombe au tétanos.